# Бузок
Бузо́к (Syringa) — рід із приблизно 12 видів квіткових рослин родини маслинових. Види зростають у південно-східній Європі й Азії; інтродуковані до Канади, США, Аргентини. За розміром бузок може бути до 10 м заввишки.

## Назва
Українське слово «бузок», як і біл. бэз та в.-луж. bóz, bozowc («бузок»), походить від прасл. *bъzъ < *buzъ, похідним від якого також є слово «бузина» («боз»). Слово *bъzъ/*buzъ, за найпоширенішою версією, походить від праіндоєвропейської назви бука — *bʰeh₂ǵos. Причиною перенесення назви на ці види кущів вважають відсутність бука на слов'янській прабатьківщині, але чому його назва була перенесена на такі несхожі на нього рослини, неясне. Інша версія пов'язує праслов'янське *bъzъ/*buzъ з коренем *bъz- («бриніти») — через те, що стебла цих рослин уживалися для виробляння дудок та сопілок.
Латинська назва рослини syringa походить від грец. σῦριγξ («пастуша дудка», «сопілка», «сиринга»), що пов'язане зі застосуванням її стебел для виготовляння музичних інструментів.
Поряд зі словом «бузок», в Україні ця рослина була відома під назвами буз, біз, без, буздерево, рай-дерево, яйдерево (яйдерво), яндерево. Останні назви вживали на півдні Сумщині (Великописарівський, Охтирський райони), можливо, й на іншій частині Слобожанщини та на Полтавщині[джерело?].

## Опис
Усі представники роду — багаторічні рослини, що зазвичай мають вигляд високих кущів, рідше — невисоких дерев. Листки розташовані попарно (іноді по три листки), у більшості видів прості і серцеподібні, але у декількох видів перисті (наприклад S. laciniata, S. pinnatifolia), опадають восени.

### Квіти
Квіти з'являються навесні, кожна квітка має діаметр від 5 до 10 міліметрів (0,20 до 0,39 дюйм) з чотирипелюстковим віночком, трубка віночка вузька, 5 - 20 міліметрів довжиною; вони одностатеві, з плідними тичинками та маточкою в кожній квітці. Ростуть у великих суцвіттях по 80—110 квіток, у деяких видів мають сильний аромат. Звичайний колір квітів - відтінок фіолетового (часто світло-фіолетовий або "бузковий"), але також зустрічаються білий, блідо-жовтий і рожевий, і навіть темно-бордовий кольори. Квіти ростуть у великих волотях і у кількох видів мають сильний аромат. Цвітіння варіюється від середини весни до раннього літа, залежно від виду. Один конкретний культивар під торговою маркою Bloomerang спершу цвіте навесні, а потім знову з кінця літа до осені.

### Плоди
Плоди —  сухі, коричневі коробочки, що розкриваються на дві частини при дозріванні, вивільняючи дві крилаті насінини.

## Вирощування та використання

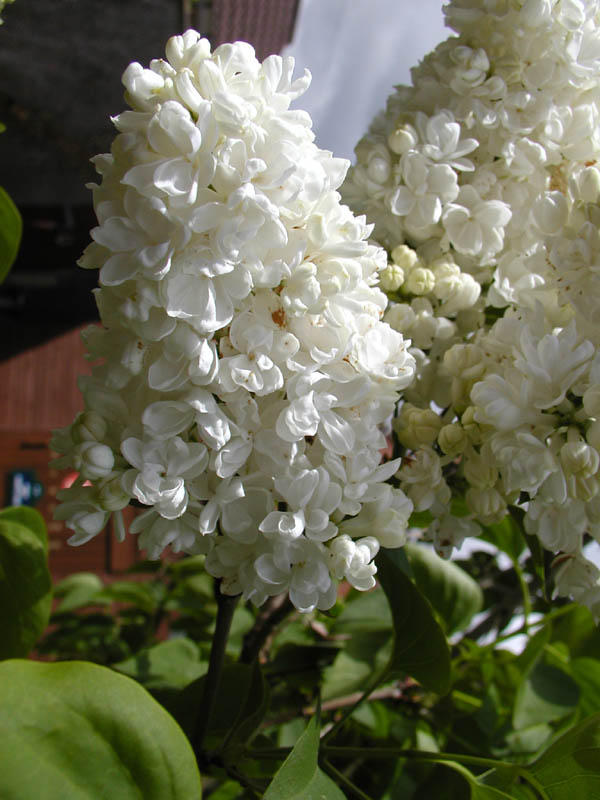
Білий, махровий культивар

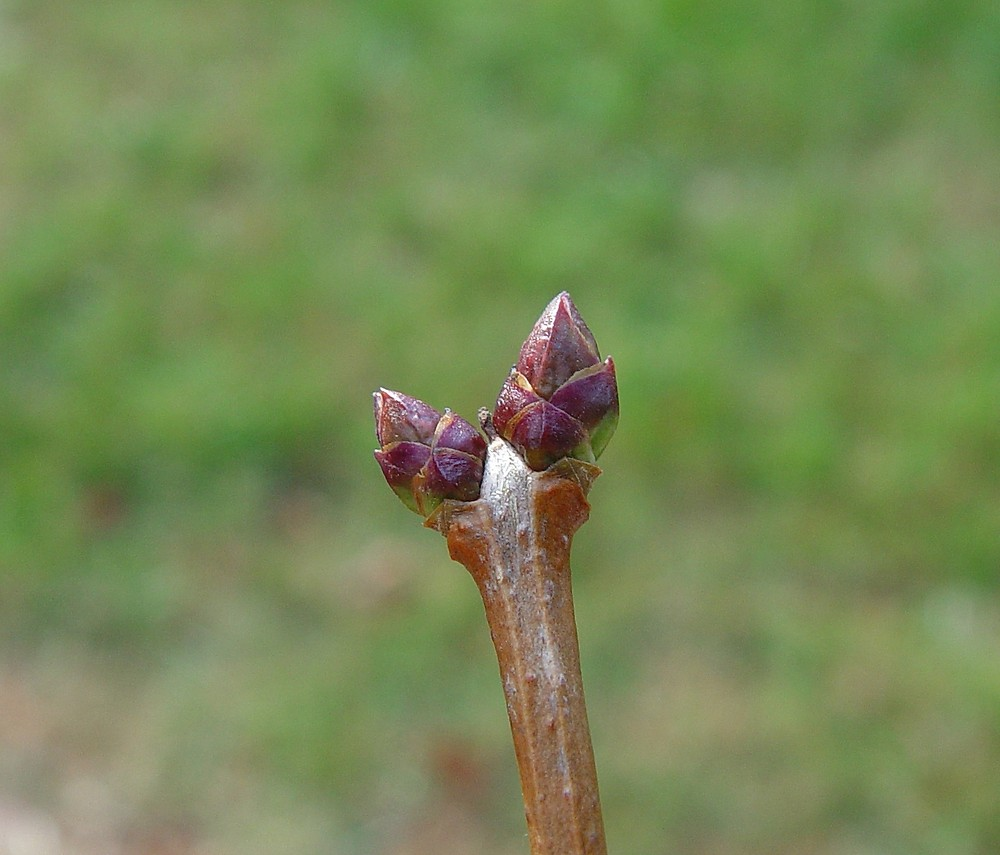
Сплячі бруньки бузку

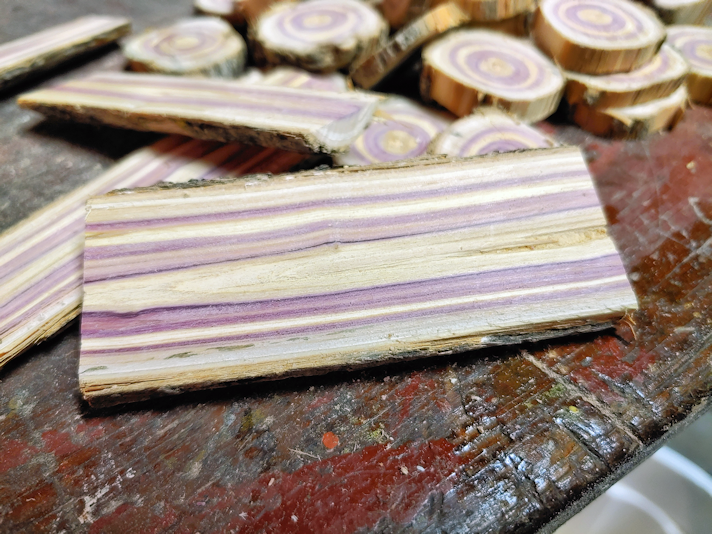
Деревина бузку

Бузок — популярний кущ у парках та садах по всій помірній зоні, було розроблено кілька гібридів та численні культивари. Термін французький бузок часто використовується для позначення сучасних махрових культиварів, завдяки роботі плідного селекціонера Віктора Лемуана. Бузок найуспішніше росте на добре дренованих ґрунтах, особливо на основі крейди. Він цвіте на старій деревині і утворює більше квітів, якщо його не обрізати. Якщо обрізати, рослина реагує швидким ростом молодих вегетативних пагонів без квітів, намагаючись відновити видалені гілки. Кущі бузку можуть бути схильні до захворювання борошнистою росою. Деревина бузку не є поширеною у використанні чи комерційному зборі через малий розмір дерева. Це відносно тверда деревина з орієнтовною твердістю за Янкою 2 350 фунт-сил (10 440 Н), і, як повідомляється, добре підходить для токарної обробки. Заболонь зазвичай кремового кольору, а ядро може мати різні смуги коричневого та фіолетового кольорів. Види історично використовувались у різних традиційних медицинах Азії для лікування таких захворювань, як кашель, діарея, гострий жовтяничний гепатит, блювота, біль у животі та бронхіт. Сполуки, виділені з видів Syringa, включають фенілпропаноїди, такі як сирингін, та іридоїди, такі як олеуропеїн. Замісні сполуки, такі як іридоїди, а також сирі екстракти з рослин Syringa, показали такі ефекти, як протипухлинна, антигіпертензивна, протизапальна, антиоксидантна та протигрибкова активність у фармакологічних дослідженнях.

## Символіка

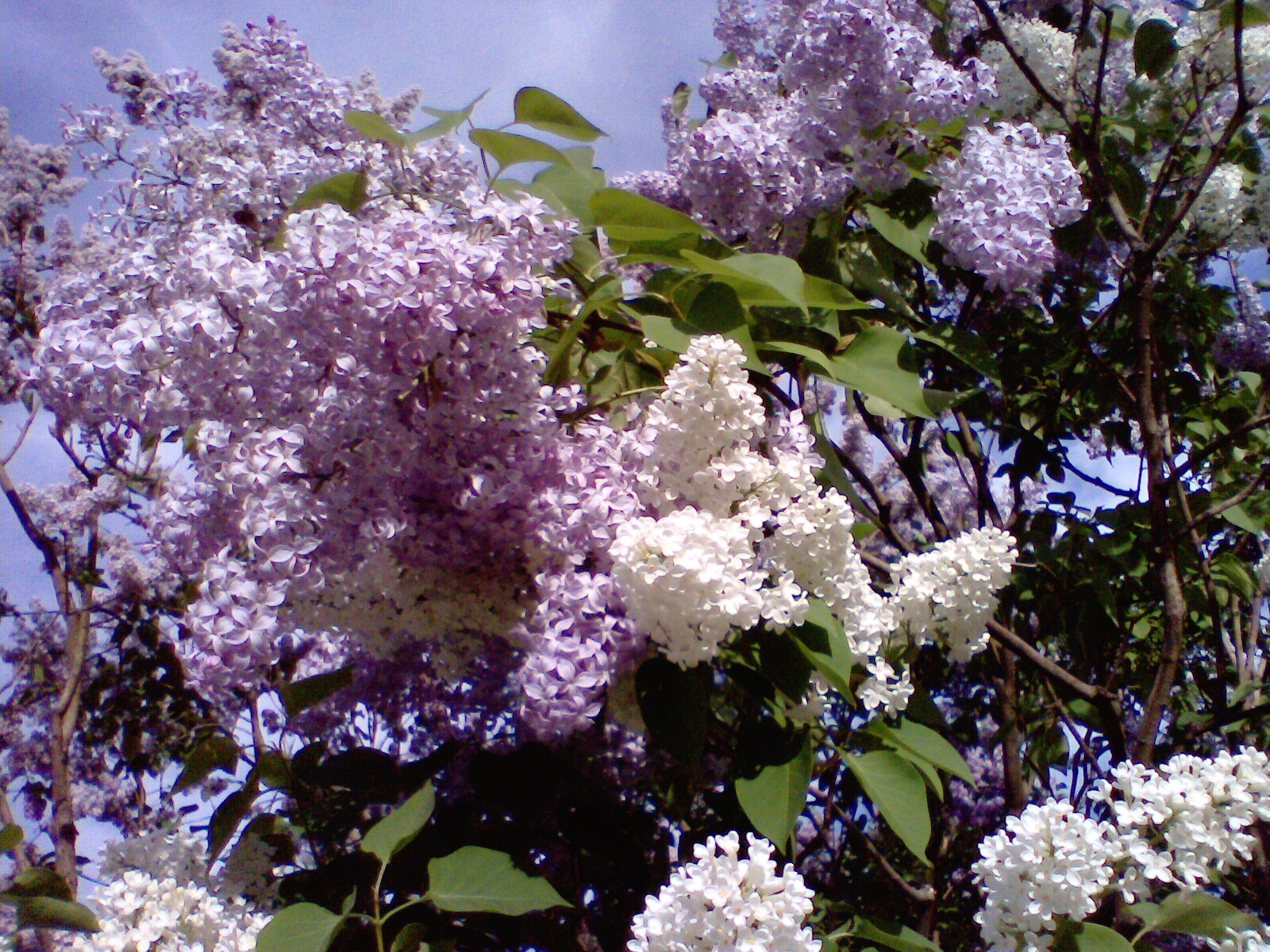
Бузок звичайний

Бузок часто вважається символом першого кохання. У Греції, Македонії, Лівані та Кіпрі бузок асоціюється з Великоднем, оскільки він цвіте приблизно в цей час; тому його називають пасхалія. У поемі Коли бузок востаннє біля дверей розквітнув Волта Вітмена бузок є посиланням на Авраама Лінкольна. Пісня мюзик-холу Айвора Новелло Ми зберемо бузок, вперше виконана в 1945 році, говорить про прагнення двох закоханих возз'єднатися в традиційній англійській сільській місцевості. Відтоді її записали та виконали численні артисти. Syringa vulgaris є квіткою штату Нью-Гемпшир, оскільки вона "символізує міцний характер чоловіків і жінок Гранітного штату".

## Види
Східноазійського походження

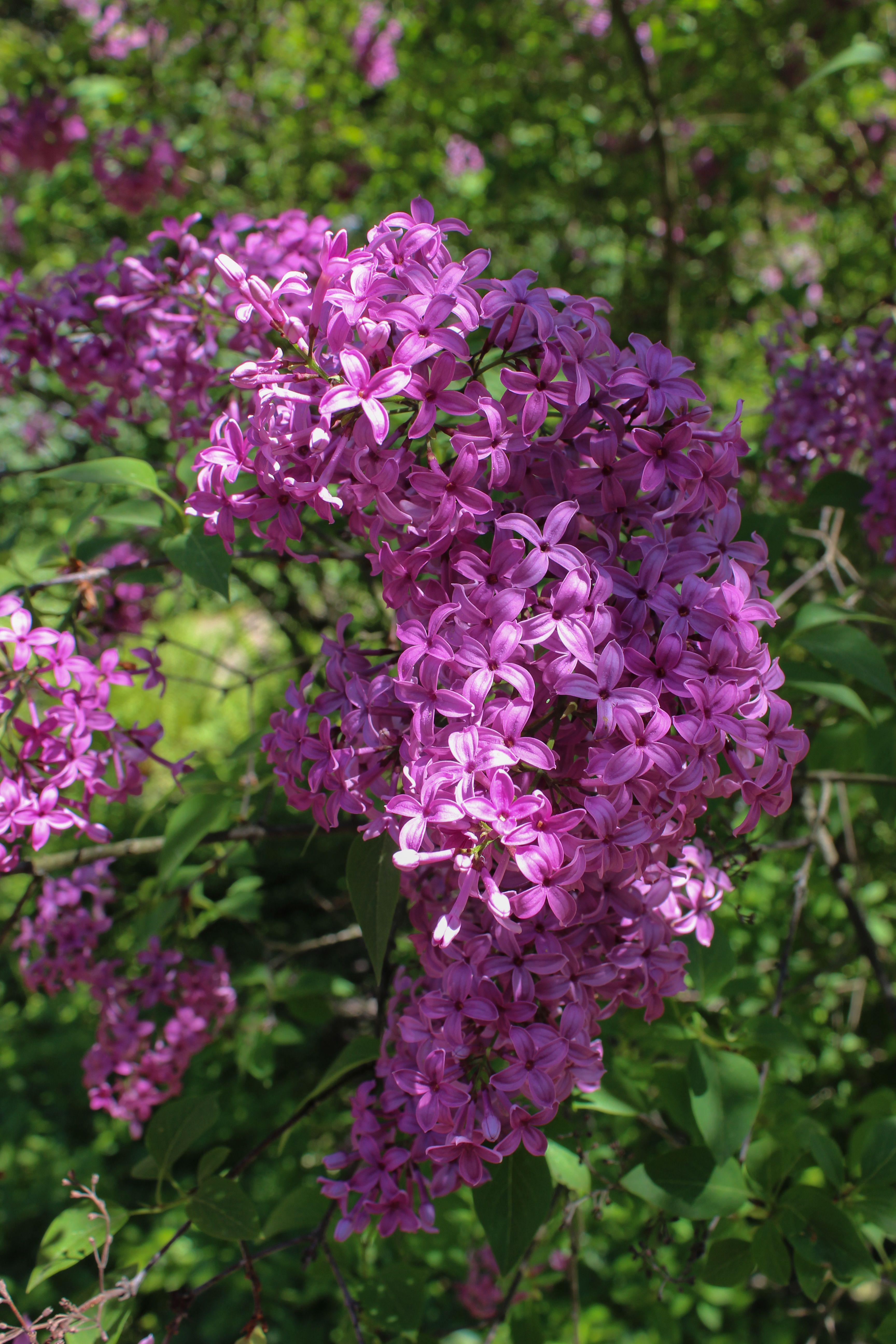
Бузок китайський

- Бузок повстистуватий (Syringa tomentella)

- Бузок юньнаньський (Syringa tomentella subsp. yunnanensis)

- Бузок хвойнолісовий (Syringa pinetorum)
- Бузок Комарова (Syrínga komaróvii)
- Бузок широколистий (Syringa oblata)
- Syringa pinnatifolia
- Бузок пухнастий (Syringa pubescens)
- Бузок сітчастий (Японський)(Syringa reticulata)
- Бузок амурський (Syringa reticulata subsp. amurensis)

- Бузок пекинський (Syringa reticulata subsp. pekinensis)

- Бузок волосистий (Syringa villosa)

- Бузок Вольфа (Syringa villosa subsp. wolfii)

Балкано-карпатського походження
- Бузок карпатський(Syringa josikaea)
- Бузок звичайний (Syringa vulgaris)

Гібридне походження
- Бузок жозифлекса (Syringa × josiflexa)
- Бузок перистонадрізний (S. × laciniata)
- Бузок Престон "Міс Канада" (Syringa × prestoniae 'Miss Canada')

Інші
- Бузок гімалайський (Syringa emodi)
- Бузок перський (Syringa persica або Syringa × persica)

## У символіці
В астрології бузок пов'язують зі знаком Тельця.
Бузок (листя і квітки) зображені на гербі міста Сігулда в Латвії.